# اچ‌ام‌ای‌اس ولونگونگ (اف‌سی‌پی‌بی ۲۰۶)
اچ‌ام‌ای‌اس ولونگونگ (اف‌سی‌پی‌بی ۲۰۶) (به انگلیسی: HMAS Wollongong (FCPB 206)) یک کشتی بود که طول آن ۱۳۷٫۶ فوت (۴۱٫۹ متر) بود. این کشتی در سال ۱۹۸۱ ساخته شد.